# Таницит

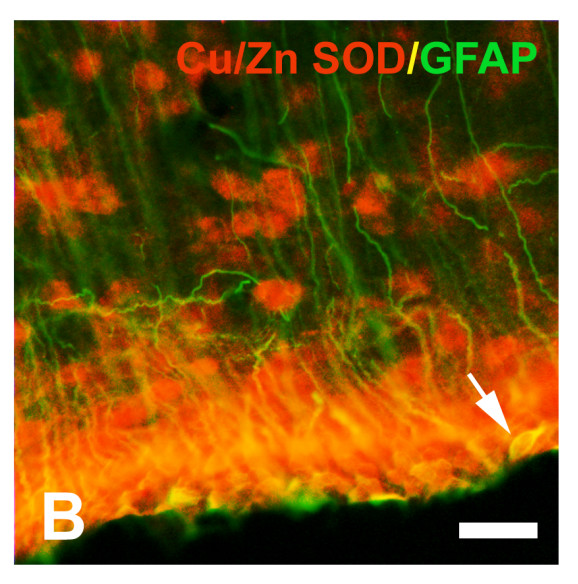
Стенка третьего желудочка в мозге крысы. Таницит указан стрелкой. Из исследования Peluffo et al. (2005), посвящённого изучению экспрессии CuZn SOD (здесь — красный) клетками мозга. GFAP — маркер глиальных клеток (зелёный).

Танициты — специализированные эпендимные клетки биполярной формы, выстилающие дно третьего желудочка мозга и участвующие в обмене веществ между кровотоком и спинномозговой жидкостью. Длинные отростки таницитов углубляются в гипоталамус. Танициты образуются при развитии мозга из клеток радиальной глии, разделяют некоторые свойства с астроцитами, но также имеют свои уникальные морфологические, молекулярные и функциональные особенности.
Выделяют четыре популяции таницитов: альфа-1, альфа-2, бета-1, бета-2. Они отличаются по экспрессии таких функциональных молекул, как транспортеры глюкозы и глутамата, рецепторы нейропептидов и периферических гормонов, факторы роста, простагландины, белок P85 и других. Бета-танициты, в отличие от альфа-, иннервируются пептидергическими и аминергическими нейронами, имеют свойства барьерных клеток. Танициты разных типов используют различные механизмы интернализации и переноса транспортных молекул.
Возможно, лишь танициты в мозге вырабатывают фермент тироксиндейодиназу 2, образующий трийодтиронин (T3) из тироксина. В таком случае танициты являются главным источником T3 в головном мозге.